# Senskida
Senskidor, vagina tendinis, är rörformade kanaler av bindväv runt en eller flera senor. Senskidorna skyddar vävnad på utsatta ställen genom att dess glidyta minskar friktionen mellan senor och muskler mot benvävnad. De bildas genom att det i bindväven trycks ut vätska som med tiden omges av en tunn vägg, vilken bildar senskidan. Senskidorna innehåller en liten mängd glidvätska, kallad synovialvätska eller synovia.